# ویلسون (شهرستان لینکلن، ویسکانسین)
ویلسون (به انگلیسی: Wilson) یک منطقهٔ مسکونی در ایالات متحده آمریکا است که در شهرستان لینکلن، ویسکانسین واقع شده‌است. ویلسون ۹۴٫۰۷ کیلومتر مربع مساحت و ۳۰۹ نفر جمعیت دارد و ۴۴۴ متر بالاتر از سطح دریا واقع شده‌است.